# Lista de comarcas do Maranhão
Esta é uma lista de comarcas do Maranhão, que abrange as 107 comarcas no Maranhão, cuja jurisdição não se restringe necessariamente aos limites do município-sede. Dessa forma, há comarcas que contemplam mais de uma municipalidade, assim denominadas de "Termo Judiciário" da comarca, estendendo-se a jurisdição do Poder Judiciário do Maranhão por todos os 217 municípios do estado.
Comarca é uma circunscrição judiciária, sob a jurisdição de um (ou mais) juiz de direito. No Judiciário maranhense, são classificadas como de entrâncias Inicial, Intermediária e Final, sem que haja qualquer hierarquia entre elas.

## Comarcas pertencentes ao Polo de Bacabal
- Comarca de Bacabal[1]
  - Entrânciaː intermediária
  - Termo Sede: Bacabal
  - Termos: Bom Lugar, Conceição Do Lago Açu e Lago Verde

- Comarca de Coroatá
  - Entrância: intermediária
  - Termo Sede: Coroatá
  - Termos: Peritoró

- Comarca de Igarapé Grande
  - Entrânciaː inicial
  - Termo Sede: Igarapé Grande
  - Termos: Bernardo Do Mearim
- Comarca de Lago da Pedra
  - Entrânciaː intermediária
  - Termo Sede: Lago da Pedra
  - Termos: Lago do Junco, Lago dos Rodrigues e Lagoa Grande do Maranhão

- Comarca de Olho D'Água das Cunhãs
  - Entrânciaː inicial
  - Termo Sede: Olho D'Água das Cunhãs
  - Termos: Não tem

- Comarca de Paulo Ramos
  - Entrânciaː inicial
  - Termo Sede: Paulo Ramos
  - Termos: Marajá do Sena

- Comarca de Pedreiras
  - Entrânciaː intermediária
  - Termo Sede: Pedreiras
  - Termos: Lima Campos e Trizidela do Vale

- Comarca de Poção de Pedras
  - Entrânciaː inicial
  - Termo Sede: Poção de Pedras
  - Termos: Não tem

- Comarca de São Luís Gonzaga do Maranhão
  - Entrânciaː inicial
  - Termo Sede: São Luís Gonzaga do Maranhão
  - Termos: Não tem

- Comarca de São Mateus do Maranhão
  - Entrânciaː inicial
  - Termo Sede: São Mateus do Maranhão
  - Termos: Alto Alegre do Maranhão

- Comarca de Vitorino Freire
  - Entrânciaː intermediária
  - Termo Sede: Vitorino Freire
  - Termos: Altamira do Maranhão e Brejo de Areia

## Comarcas pertencentes ao Polo de Balsas
- Comarca de Balsas[1]
  - Entrânciaː intermediária
  - Termo Sede: Balsas
  - Termos: Nova Colinas, Fortaleza Dos Nogueiras, São Pedro Dos Crentes e Tasso Fragoso

- Comarca de Alto Parnaíba
  - Entrânciaː inicial
  - Termo Sede Alto Parnaíba
  - Termos: Não tem

- Comarca de Carolina
  - Entrânciaː inicial
  - Termo Sede: Carolina
  - Termos: Não tem

- Comarca de Loreto
  - Entrânciaː inicial
  - Termo Sede: Loreto
  - Termos: São Félix de Balsas

- Comarca de Riachão
  - Entrânciaː inicial
  - Termo Sede: Riachão
  - Termos: Feira Nova do Maranhão

- Comarca de São Raimundo das Mangabeiras
  - Entrânciaː inicial
  - Termo Sede: São Raimundo das Mangabeiras
  - Termos: Sambaíba

## Comarcas pertencentes ao Polo de Barra do Corda
- Comarca de Barra do Corda[1]
  - Entrânciaː intermediária
  - Termo Sede: Barra Do Corda
  - Termos: Jenipapo dos Vieiras e Fernando Falcão

- Comarca de Colinas
  - Entrânciaː intermediária
  - Termo Sede: Colinas
  - Termos: Jatobá

- Comarca de Dom Pedro
  - Entrânciaː inicial
  - Termo Sede: Dom Pedro
  - Termos: Gonçalves Dias

- Comarca de Esperantinópolis
  - Entrânciaː inicial
  - Termo Sede: Esperantinópolis
  - Termos: São Roberto e São Raimundo Do Doca Bezerra

- Comarca de Governador Eugênio Barros
  - Entrânciaː inicial
  - Termo Sede: Governador Eugênio Barros
  - Termos: Graça Aranha e Senador Alexandre Costa

- Comarca de Joselândia
  - Entrânciaː inicial
  - Termo Sede: Joselândia
  - Termos: São José Dos Basílios

- Comarca de Presidente Dutra
  - Entrânciaː intermediária
  - Termo Sede: Presidente Dutra
  - Termos: Não tem
- Comarca de Santo Antônio dos Lopes
  - Entrânciaː inicial
  - Termo Sede: Santo Antonio dos Lopes
  - Termos: Capinzal do Norte e Governador Archer

- Comarca de São Domingos do Maranhão
  - Entrânciaː inicial
  - Termo Sede: São Domingos do Azeitão
  - Termos: Benedito Leite

- Comarca de Tuntum
  - Entrânciaː intermediária
  - Termo Sede: Tuntum
  - Termos: Santa Filomena do Maranhão

## Comarcas pertencentes ao Polo de Caxias
- Comarca de Codó[1]
  - Entrânciaː intermediária
  - Termo Sede: Codó
  - Termos: Não Tem

- Comarca de Coelho Neto
  - Entrânciaː intermediária
  - Termo Sede: Coelho Neto
  - Termos: Afonso Cunha e Duque Bacelar

- Comarca de Timbiras
  - Entrânciaː inicial
  - Termo Sede: Timbiras
  - Termos: Não tem

- Comarca de Caxias
  - Entrânciaː Final
  - Termo Sede: Caxias
  - Termos: São João do Sóter e Aldeias Altas

## Comarcas pertencentes ao Polo de Chapadinha
- Comarca de Araioses[1]
  - Entrânciaː intermediária
  - Termo Sede: Araioses
  - Termos: Água Doce Do Maranhão

- Comarca de Brejo
  - Entrânciaː intermediária
  - Termo Sede: Brejo
  - Termos: Anapurus

- Comarca de Buriti,
  - Entrânciaː inicial
  - Termo Sede: Buriti
  - Termos: Não Tem

- Comarca de Chapadinha
  - Entrânciaː intermediária
  - Termo Sede: Chapadinha
  - Termos: Mata Roma

- Comarca de Magalhães de Almeida,
  - Entrânciaː inicial
  - Termo Sede: Magalhães de Almeida
  - Termos: Não tem

- Comarca de Santa Quitéria
  - Entrânciaː inicial
  - Termo Sede: Santa Quitéria Do Maranhão
  - Termos: Milagres Do Maranhão

- Comarca de São Bernardo,
  - Entrânciaː inicial
  - Termo Sede: São Bernardo
  - Termos: Santana do Maranhão

- Comarca de Tutóia
  - Entrânciaː inicial
  - Termo Sede: Tutóia
  - Termos: Paulino Neves

- Comarca de Urbano Santos
  - Entrânciaː inicial
  - Termo Sede: Urbano Santos
  - Termos: Belágua e São Benedito do Rio Preto

## Comarcas pertencentes ao Polo de Imperatriz
- Comarca de Açailândia[1]
  - Entrânciaː intermediária
  - Termo Sede: Açailândia
  - Termos: Cidelândia e São Francisco do Brejão

- Comarca de Amarante do Maranhão
  - Entrância: inicial
  - Termo Sede: Amarante Do Maranhão
  - Termos: Não Tem

- Comarca de Arame
  - Entrânciaː inicial
  - Termo Sede: Arame
  - Termos: Não Tem

- Comarca de Estreito
  - Entrânciaː intermediária
  - Termo Sede: Estreito
  - Termos: Não Tem

- Comarca de Grajaú
  - Entrânciaː intermediária
  - Termo Sede: Grajaú
  - Termos: Formosa Da Serra Negra E Itaipava Do Grajaú

- Comarca de Imperatriz
  - Entrânciaː Final
  - Termo Sede: Imperatriz
  - Termos: Davinópolis, Governador Edison Lobão e Vila Nova dos Martírios

- Comarca de Itinga do Maranhão
  - Entrânciaː inicial
  - Termo Sede: Itinga do Maranhão
  - Termos: Não Tem

- Comarca de João Lisboa
  - Entrânciaː intermediária
  - Termo Sede: João Lisboa
  - Termos: Não Tem

- Comarca de Montes Altos
  - Entrânciaː inicial
  - Termo Sede: Montes Altos
  - Termos: Ribamar Fiquene e Sítio Novo

- Comarca de Porto Franco
  - Entrânciaː intermediária
  - Termo Sede: Porto Franco
  - Termos: Campestre do Maranhão, Lajeado Novo e São João do Paraíso

- Comarca de São Pedro da Água Branca
  - Entrânciaː inicial
  - Termo Sede: São Pedro da Água Branca
  - Termos: Não tem

- Comarca de Senador La Roque
  - Entrânciaː inicial
  - Termo Sede: Senador La Rocque
  - Termos: Buritirana

## Comarcas pertencentes ao Polo de Itapecuru-Mirim
- Comarca de Anajatuba[1]
  - Entrânciaː inicial
  - Termo Sede: Anajatuba
  - Termos: Não tem

- Comarca de Arari
  - Entrânciaː inicial
  - Termo Sede: Arari
  - Termos: Não tem

- Comarca de Barreirinhas
  - Entrânciaː inicial
  - Termo Sede: Barreirinhas
  - Termos: Não tem

- Comarca de Cantanhede
  - Entrânciaː inicial
  - Termo Sede: Cantanhede
  - Termos: Pirapemas e Matões do Norte

- Comarca de Humberto de Campos
  - Entrânciaː inicial
  - Termo Sede: Humberto De Campos
  - Termos: Primeira Cruz e Santo Amaro Do Maranhão

- Comarca de Icatu
  - Entrânciaː inicial
  - Termo Sede: Icatu
  - Termos: Axixá

- Itapecuru Mirim
  - Entrânciaː intermediária
  - Termo Sede: Itapecuru-Mirim
  - Termos: Miranda do Norte

- Comarca de Morros
  - Entrânciaː inicial
  - Termo Sede: Morros
  - Termos: Cachoeira Grande e Presidente Juscelino

- Comarca de Rosário
  - Entrância intermediária
  - Termo Sede: Rosário
  - Termos: Bacabeira

- Comarca de Santa Rita
  - Entrânciaː inicial
  - Termo Sede: Santa Rita
  - Termos: Não tem

- Comarca de Vargem Grande
  - Entrânciaː intermediária
  - Termo Sede: Vargem Grande
  - Termos: Nina Rodrigues e Presidente Vargas

## Comarcas pertencentes ao Polo de Pinheiro
- Comarca de Alcântara[1]
  - Entrância: inicial
  - Termo Sede: Alcântara
  - Termos: Não tem

- Comarca de Bacuri
  - Entrânciaː inicial
  - Termo Sede: Bacuri
  - Termos: Apicum-Açu

- Comarca de Bequimão
  - Entrânciaː inicial
  - Termo Sede: Bequimão
  - Termos: Peri-Mirim

- Comarca de Cândido Mendes
  - Entrânciaː inicial
  - Termo Sede: Cândido Mendes
  - Termos: Godofredo Viana

- Comarca de Carutapera
  - Entrânciaː inicial
  - Termo Sede: Carutapera
  - Termos: Luís Domingues

- Comarca de Cedral
  - Entrância Inicial
  - Termo Sede: Cedral
  - Termos: Porto Rico do Maranhão

- Comarca de Cururupu
  - Entrânciaː inicial
  - Termo Sede: Cururupu
  - Termos: Serrano do Maranhão

- Comarca de Governador Nunes Freire
  - Entrância inicial
  - Termo Sede: Governador Nunes Freire
  - Termos: Maranhãozinho e Centro do Guilherme

- Comarca de Guimarães
  - Entrânciaː inicial
  - Termo Sede: Guimarães
  - Termos: Não Tem

- Comarca de Maracaçumé
  - Entrânciaː intermediária
  - Termo Sede: Maracaçumé
  - Termos: Junco do Maranhão, Centro Novo do Maranhão, Boa Vista do Gurupi e Amapá do Maranhão

- Comarca de Mirinzal
  - Entrância inicial
  - Termo Sede: Mirinzal
  - Termos: Central do Maranhão

- Comarca de Pinheiro
  - Entrânciaː inicial
  - Termo Sede: Pinheiro
  - Termos: Pedro do Rosário e Presidente Sarney

- Comarca de Santa Helena
  - Entrânciaː intermediária
  - Termo Sede: Santa Helena
  - Termos: Turilândia

- Comarca de São Bento
  - Entrância inicial
  - Termo Sede: São Bento
  - Termos: Bacurituba e Palmeirândia

- Comarca de São João Batista
  - Entrânciaː inicial
  - Termo Sede: São João Batista
  - Termos: Não tem

- Comarca de São Vicente Férrer
  - Entrânciaː inicial
  - Termo Sede: São Vicente Férrer
  - Termos: Cajapió

- Comarca de Turiaçu
  - Entrância inicial
  - Termo Sede: Turiaçu
  - Termos: Não tem

## Comarcas pertencentes ao Polo de Santa Inês
- Comarca de Bom Jardim[1]
  - Entrânciaː inicial
  - Termo Sede: Bom Jardim
  - Termos: São João do Caru

- Comarca de Buriticupu
  - Entrânciaː intermediária
  - Termo Sede: Buriticupu
  - Termos: Bom Jesus das Selvas

- Comarca de Matinha
  - Entrânciaː inicial
  - Termo Sede: Matinha
  - Termos: Não tem

- Comarca de Monção
  - Entrânciaː inicial
  - Termo Sede: Monção
  - Termos: Igarapé do Meio

- Comarca de Olinda Nova do Maranhão
  - Entrânciaː inicial
  - Termo Sede: Olinda Nova do Maranhão
  - Termos: Não tem

- Comarca de Penalva
  - Entrânciaː inicial
  - Termo Sede: Penalva
  - Termos: Não tem

- Comarca de Pindaré-Mirim
  - Entrância inicial
  - Termo Sede: Pindaré-Mirim
  - Termos: Tufilândia

- Comarca de Pio XII
  - Entrânciaː inicial
  - Termo Sede: Pio XII
  - Termos: Satubinha

- Comarca de Santa Inês
  - Entrânciaː intermediária
  - Termo Sede: Santa Inês
  - Termos: Bela Vista do Maranhão

- Comarca de Santa Luzia
  - Entrância: intermediária
  - Termo Sede: Santa Luzia
  - Termos: Alto Alegre Do Pindaré

- Comarca de Santa Luzia do Paruá
  - Entrânciaː inicial
  - Termo Sede: Santa Luzia do Paruá
  - Termos: Presidente Médici e Nova Olinda do Maranhão

- Comarca de Viana
  - Entrânciaː intermediária
  - Termo Sede: Viana
  - Termos: Cajari

- Comarca de Vitória do Mearim,
  - Entrânciaː inicial
  - Termo Sede: Vitória do Mearim
  - Termos: Não tem

- Comarca de Zé Doca
  - Entrânciaː intermediária
  - Termo Sede: Zé Doca
  - Termos: Araguanã e Governador Newton Bello

## Comarcas pertencentes ao Polo de São João dos Patos
- Comarca de Barão de Grajaú[1]
  - Entrânciaː inicial
  - Termo Sede: Barão de Grajaú
  - Termos: Não Tem

- Comarca de Buriti Bravo
  - Entrânciaː inicial
  - Termo Sede: Buriti Bravo
  - Termos: Não Tem

- Comarca de Mirador
  - Entrânciaː inicial
  - Termo Sede: Mirador
  - Termos: Sucupira do Norte

- Comarca de Paraibano
  - Entrânciaː inicial
  - Termo Sede: Paraibano
  - Termos: Não tem

- Comarca de Passagem Franca
  - Entrânciaː inicial
  - Termo Sede: Passagem Franca
  - Termos: Lagoa do Mato

- Comarca de Pastos Bons
  - Entrânciaː inicial
  - Termo Sede: Pastos Bons
  - Termos: Nova Iorque

- Comarca de São Domingos do Azeitão
  - Entrânciaː inicial
  - Termo Sede: São Domingos do Azeitão
  - Termos: Benedito Leite

- Comarca de São Francisco do Maranhão
  - Entrânciaː inicial
  - Termo Sede: São Francisco do Maranhão
  - Termos: Não tem

- Comarca de São João dos Patos
  - Entrânciaː inicial
  - Termo Sede: São João dos Patos
  - Termos: Sucupira do Riachão

## Comarcas pertencentes ao Polo de São Luís
- Comarca da Ilha de São Luís 
  - Entrânciaː final
  - Termo sedeː Termo Judiciário de São Luís
  - Termos judiciáriosː Paço do Lumiar, São José de Ribamar, São Luís e Raposa. [1]

## Comarcas pertencentes ao Polo de Timon
- Comarca de Matões[1]
  - Entrânciaː inicial
  - Termo Sede: Matões
  - Termos: Não tem

- Comarca de Parnarama
  - Entrânciaː inicial
  - Termo Sede: Parnarama
  - Termos: Não tem

- Comarca de Timon
  - Entrânciaː Final
  - Termo Sede: Timon
  - Termos: Não tem